# Malax
Malax (finska: Maalahti) är en kommun i Svenska Österbotten i landskapet Österbotten i Finland. Malax har 5 487 invånare och har en yta på 1 954,94 km², varav 1 433,64 km² är vatten. Malax ligger vid Finlands västkust och gränsar i norr till Vasa stad och Korsholms kommun, i väster till Korsnäs kommun, i söder till Närpes stad samt i öster till Kurikka och Laihela kommuner.
Malax är en tvåspråkig kommun med svenska som majoritetsspråk (85,2 %) och finska som minoritetsspråk (9,7 %).
Malax har tidigare varit en utpräglad jordbrukskommun, men i dag arbetar nästan 60 % av befolkningen inom servicenäringar. I kommunen finns fyra lågstadieskolor, högstadium och gymnasium. Hälsovården sköts av Malax-Korsnäs hälsovårdscentral.
I Malax verkar många olika föreningar, som till exempel Malax IF, Malax konstklubb, Malax museiförening, Malax lokal-TV-förening, Speedcubing Malax, Malaxnejdens jaktvårdsförening,Malax IT-förening och ESHL.

## Namn
Kommunens officiella svenska namnform ändrades 9 juni 1965 från Malaks till Malax.

## Historia
Forngravar indikerar att Malax fick sin första fasta bosättning i järnålderns början omkring 500 f.Kr. En förromersk fångstboplats på Hudholmen bevisar att befolkningen livnärde sig åtminstone delvis på sälfångst. Under mellersta järnåldern 200-800 e.Kr. växte en välbärgad bondebygd fram runt den dåvarande Malaxviken. En järnåldersgård från ca 600 e.Kr. har undersökts i Kalaschabrännan. Gårdens befolkning bodde i ett långhus och de livnärde sig på boskapsskötsel och åkerbruk.
Ortsnamnet Malax omnämns för första gången i ett dokument från 1491. Där används både skrivningen "Malaxby" och "Madelaxboo". Det bevarade dokumentet handlar om att en landsynenämnd genom rågång har bekräftat gränsen mellan Malax och Petalax byar.  Samtidigt handlar det om gränsdragningen mellan de medeltida kyrksocknarna - byarna i Malax hörde nämligen till Mustasaari socken, medan Petalax var en del av Närpes socken.
Malax socken grundades genom Karl IX:s stiftelsebrev av den 9 oktober 1607. Under 1600-talet var Malax och Laihela socknar i flera omgångar förlänat år rikets stormän. Rikskansler Axel Oxenstierna innehade förläningen Malax och Laihela från och med år 1618 och 1652 blev Malax en del av Laihela friherrskap som innehades av riksrådet Carl Bonde. Efter Carl Bondes död delades förläningen och hans son Crister Bonde och senare sonson Christer Christersson Bonde innehade friherrskapet Malax. Förläningen indrogs till kronan år 1675.

### Administrativ historik
Nuvarande Malax kommun bildades den 1 januari 1973, då förutvarande Malax kommun slogs samman med Bergö och Petalax förutvarande kommuner. Norra delarna av Pörtom förutvarande kommun överfördes till Malax kommun år 1975.

## Geografi

### Byar och ortnamn
I kommunen finns byarna och bydelarna Bergö, Bjurnäs, Björknäs, Bofjärden, Bredhällan, Brännan, Granholm, Gålören, Havras, Johannesdal, Kallkärr, Kråkbacken, Kråkträsk, Köpings, Lolax, Långåminne, Langerskogen, Majors, Mamrelund, Nojärv, Norra Pörtom, Norrback, Nyby, Paxal, Petalax, Rainebäck, Ribacka, Ribäcken, Rönnholm, Vias, Vägviken, Yttermalax med hamnen och folkparken Åminne, Ågren, Åmossa och Övermalax med gårdsgruppen  Långmossen.
Här finns också öarna Bergögaddarna, Dersörarna, Norrstenarna, Olsön, Rankelön, Rönnskären, Storsanden, Storskäret, Söderstenarna, Trutören, båthamnen Bockören, sjön Majorsträsket, vattendraget Malax å, sunden Norrströmmen och Söderströmmen, fjärdarna Bergöfjärden, Stenskärsfjärden, Storfjärden.

## Politik

### Mandatfördelning i Malax kommun, valen 1976–2021
| 3 | 24 |

| 3 | 24 |

| 3 | 24 |

| 3 | 24 |

| 4 | 23 |

| 3 | 24 |

| 3 | 3 | 20 |  |

| 4 | 5 | 17 |  |

| 16 | 11 |

| 4 | 4 | 18 |  |

| 19 | 8 |

| 6 |  | 19 |  |

| 17 | 10 |

| 6 | 21 |

| 17 | 10 |

| 5 | 21 |  |

| 20 | 7 |

## Befolkning

### Befolkningsutveckling
| Befolkningsutvecklingen i Malax kommun 1975–2020                                                             | Befolkningsutvecklingen i Malax kommun 1975–2020 | Befolkningsutvecklingen i Malax kommun 1975–2020 | Befolkningsutvecklingen i Malax kommun 1975–2020 | Befolkningsutvecklingen i Malax kommun 1975–2020 |
| --- | ------------------------------------------------ | ------------------------------------------------ | ------------------------------------------------ | ------------------------------------------------ |
| |                                                  |                                                  |                                                  |                                                  |
| År |                                                  |                                                  | Folkmängd                                        |                                                  |
| 1975 | 1975                                             |                                                  | 5 387                                            |                                                  |
| 1980 | 1980                                             |                                                  | 5 704                                            |                                                  |
| 1985 | 1985                                             |                                                  | 5 807                                            |                                                  |
| 1990 | 1990                                             |                                                  | 5 939                                            |                                                  |
| 1995 | 1995                                             |                                                  | 5 823                                            |                                                  |
| 2000 | 2000                                             |                                                  | 5 638                                            |                                                  |
| 2005 | 2005                                             |                                                  | 5 542                                            |                                                  |
| 2010 | 2010                                             |                                                  | 5 605                                            |                                                  |
| 2015 | 2015                                             |                                                  | 5 545                                            |                                                  |
| 2020 | 2020                                             |                                                  | 5 451                                            |                                                  |
| Anm: Uppgifterna avser förhållandena den 31 december nämnda år enligt områdesindelningen den 1 januari 2022. |                                                  |                                                  |                                                  |                                                  |

### Religion
Malax har tre församlingar: Bergö församling, Malax församling och Petalax församling. 